# Zoran Sokolović
Zoran Sokolović (ur. 2 czerwca 1965 w Sarajewie) – bośniacki bobsleista, olimpijczyk.

## Kariera
Zoran Sokolović trzykrotnie uczestniczył na zimowych igrzyskach olimpijskich (1984, 1994, 1998). Podczas swoich pierwszych igrzysk, 18-letni Zoran Sokolović reprezentował Jugosławię. Na tych igrzyskach wziął udział w jednej konkurencji bobslejów: czwórce mężczyzn, gdzie uzyskał 23. miejsce. Jego następne igrzyska miały miejsce 10 lat później, w 1994, tym razem w reprezentacji Bośni i Hercegowiny. Tym razem 28-letni Zoran Sokolović wziął udział w dwóch konkurencjach bobslejów: dwójce mężczyzn, gdzie uzyskał 33. miejsce oraz czwórce mężczyzn, gdzie uzyskał 29. miejsce. Ostatni raz Zoran Sokolović na igrzyskach olimpijskich uczestniczył w 1998 roku, gdzie wziął udział w dwóch konkurencjach bobslejów: dwójce mężczyzn, gdzie uzyskał 31. miejsce oraz czwórce mężczyzn, gdzie uzyskał 25. miejsce.
Jego brat Ognjen Sokolović startował w bobslejach na zimowych igrzyskach olimpijskich w 1984 i 1992 (w barwach Jugosławii) oraz w 1998 (w barwach Bośni i Hercegowiny).